# 南昆旅客専用線
南昆旅客専用線（なんこんりょかくせんようせん）は中華人民共和国広西チワン族自治区南寧市の南寧駅から雲南省昆明市昆明南駅までを結ぶ全長715.8kmの高速鉄道。複線・電化。
2009年12月27日に雲桂線として建設を開始、2015年に南昆旅客専用線と改称、同年12月11日に百色駅まで開通し、2016年12月28日に昆明南駅まで全通した。